# Unterseeboot 775
L'Unterseeboot 775 ou U-775 est un sous-marin allemand (U-Boot) de type VIIC utilisé par la Kriegsmarine pendant la Seconde Guerre mondiale.
Le sous-marin fut commandé le 21 novembre 1940 à Wilhelmshaven (Kriegsmarinewerft), sa quille fut posée le 22 janvier 1943, il fut lancé le 11 février 1944 et mis en service le 23 mars 1944, sous le commandement de l'Oberleutnant zur See Erich Taschenmacher.
Il capitule à Trondheim en mai 1945 et est coulé en décembre 1945.

## Conception
Unterseeboot type VII, l'U-775 avait un déplacement de 769 tonnes en surface et 871 tonnes en plongée. Il avait une longueur totale de 67,10 m, un maître-bau de 6,20 m, une hauteur de 9,60 m et un tirant d'eau de 4,74 m. Le sous-marin était propulsé par deux hélices de 1,23 m, deux moteurs diesel Germaniawerft M6V 40/46 de 6 cylindres en ligne de 1 400 cv à 470 tr/min, produisant un total de 2 060 à 2 350 kW en surface et de deux moteurs électriques Brown, Boveri & Cie GG UB 720/8 de 375 cv à 295 tr/min, produisant un total 550 kW, en plongée. Le sous-marin avait une vitesse en surface de 17,7 nœuds (32,8 km/h) et une vitesse de 7,6 nœuds (14,1 km/h) en plongée. Immergé, il avait un rayon d'action de 80 milles marins (150 km) à 4 nœuds (7,4 km/h; 4,6 milles par heure) et pouvait atteindre une profondeur de 230 m. En surface son rayon d'action était de 8 500 milles nautiques (soit 15 700 km) à 10 nœuds (19 km/h).
 L'U-775 était équipé de cinq tubes lance-torpilles de 53,3 cm (quatre montés à l'avant et un à l'arrière) qui contenait quatorze torpilles. Il était équipé d'un canon de 8,8 cm SK C/35 (220 coups) et d'un canon antiaérien de 20 mm Flak. Il pouvait transporter 26 mines TMA ou 39 mines TMB. Son équipage comprenait 4 officiers et 40 à 56 sous-mariniers.

## Historique
Il passe son temps d'entraînement initial à la 31. Unterseebootsflottille jusqu'au 31 octobre 1944, puis il rejoint son unité de combat dans la 11. Unterseebootsflottille.
Sa première patrouille est précédée de courts trajet à Kiel, à Horten et à Bergen. Elle commence le 18 novembre 1944 au départ de Bergen. L'U-775 patrouille au nord de l'Écosse, du cap Wrath à Pentland Firth. Le 6 décembre 1944, il torpille et envoie par le fond une frégate britannique près de Strathy (en). L'U-775 est ensuite traqué pendant quatorze heures par le HMS Goodall (en) et par le HMS Loch Insh (en) ; il s'échappe. Le sous-marin retrouve Bergen le 21 décembre 1944.
Le 12 janvier 1945, l'U-775 est endommagé lors d'un assaut aérien d'avions bombardiers Lancaster du Bomber Command de la RAF.
Sa deuxième patrouille commence le 7 février au départ de Bergen. Fin février 1945, l'U-775 croise dans le canal Saint-Georges. Le 28 février 1945, il coule un cargo panaméen au nord-ouest du cap de St David's. Le 6 mars 1945, l'U-775 attaque et endommage un cargo à vapeur britannique du convoi MH-44, à l'ouest de Hartland Point (en). Après 52 jours en mer, il rejoint le port de Trondheim le 30 mars 1945.
Le 9 mai 1945, l'U-775 se rend aux Alliés à Trondheim. Vingt jours plus tard, le 29 mai 1945, il se dirige vers Scapa Flow et rejoint le point de rassemblement au Loch Ryan en vue de l'opération alliée de destruction massive de la flotte d'U-Boote de la Kriegsmarine.
L'U-775 est coulé le 8 décembre 1945 par l'artillerie du destroyer HMS Onslow, à la position géographique 55° 40′ N, 8° 25′ O.

## Affectations
- 31. Unterseebootsflottille du 23 mars 1944 au 31 octobre 1944 (Période de formation).
- 11. Unterseebootsflottille du 1er novembre 1944 au 8 mai 1945 (Unité combattante).

## Commandement
- Oberleutnant zur See Erich Taschenmacher du 23 mars 1944 au 9 mai 1945.

## Patrouilles
|       | Commandant                | Départ           | Départ | Arrivée          | Arrivée   | Jours    | Succès   |
| ----- | ------------------------- | ---------------- | ------ | ---------------- | --------- | -------- | -------- |
|       | Oblt. Erich Taschenmacher | 31 octobre 1944  | Kiel   | 3 novembre 1944  | Horten    | 4 jours  |          |
|       | Oblt. Erich Taschenmacher | 7 novembre 1944  | Horten | 11 novembre 1944 | Bergen    | 5 jours  |          |
| 1     | Oblt. Erich Taschenmacher | 18 novembre 1944 | Bergen | 21 décembre 1944 | Bergen    | 34 jours | 1 300    |
| 2     | Oblt. Erich Taschenmacher | 7 février 1945   | Bergen | 30 mars 1945     | Trondheim | 52 jours | 8 917    |
| Total | Total                     | Total            | Total  | Total            | Total     | 95 jours | 10 217 t |

Note : Oblt. = Oberleutnant zur See

## Navires coulés
L'U-775 a coulé 1 navire marchand de 1 926 tonneaux, 1 navire de guerre de 1 300 tonneaux et a endommagé 1 navire marchand de 6 991 tonneaux au cours des 2 patrouilles (95 jours en mer) qu'il effectua.
| Date            | Nom             | Nationalité | Tonnage | Convoi | Fait      | Localisation        |
| --------------- | --------------- | ----------- | ------- | ------ | --------- | ------------------- |
| 6 décembre 1944 | HMS Bullen (en) | Royal Navy  | 1 300   | -      | Coulé     | 58° 30′ N, 5° 03′ O |
| 28 février 1945 | Soreldoc        | USA         | 1 926   | -      | Coulé     | 52° 15′ N, 5° 35′ O |
| 6 mars 1945     | Empire Geraint  | Royaume-Uni | 6 991   | MH-44  | Endommagé | 51° 30′ N, 5° 00′ O |